# コクスアイデ空軍基地
コクスアイデ 空軍基地（フランス語: Base aérienne de Coxyde）は、ベルギー王国ウェスト＝フランデレン州コクスアイデ（fr:Coxyde）に所在するベルギー空軍の航空基地。

## 歴史
軍用飛行場としては第一次世界大戦中に占領ドイツ軍によって建設された。1940年から1944年までのドイツ軍による占領間、同地にはドイツ空軍によってコンクリート製の北西から南方向の長さ800メートルの滑走路が建設され使用された。1943年末から1944年初頭にかけて連合国軍による爆撃が加えられ、飛行場は重大な損害を受けた。そして1944年6月9日から10日にかけてドイツ軍は撤退する。
基地の再建は1944年末からイギリス空軍の第5012飛行隊によって行われる。敷地は1946年10月15日にベルギー管理下に返還され第1航空団が置かれる。
1948年1月1日にベルギー空軍戦闘機学校が置かれスーパーマリン スピットファイア戦闘機14機が配備された。1957年1月7日に同校はブルステム空軍基地に移転する。
また、スピットファイア戦闘機を装備した第13戦闘航空団が1957年1月8日に編成され、1958年7月1日に解隊される。
1967年5月17日に軍編成センター（CFM）が設立され1967年5月17日に解散される。

## 配置部隊
- 基地本部[1]
- 第40ヘリコプター飛行隊（ウェストランド シーキング救難ヘリコプターを装備）
- 海軍分遣隊
- ヘリコプター整備中隊
- 警備・支援中隊
- 医療分遣隊
- 地方施設保守部